# Pano Panagia
Panayia o Pano Panagia (en griego: Παναγιά/Πάνω Παναγιά, en turco: Panaya) es un pintoresco pueblo de montaña en Chipre, que se encuentra a una altitud de 900 metros en la Cordillera de Pafos, en las afueras de su bosque y a 35 minutos del Aeropuerto Internacional de esta ciudad.
Panayia debe su nombre a las numerosas iglesias y monasterios que hay en el pueblo o cerca de él y que están consagrados a la Virgen María (que en griego se escribe "Panayia"). Las más conocidas son la antigua iglesia de Panayia Eleousa en el centro de la localidad, el histórico Monasterio Chrysoroyiatissa y por supuesto el monasterio bizantino de Panayia tou Kykkou.
El Arzobispo Makarios III, el primer presidente de la República de Chipre, nació en Panayia en 1913.
El pueblo también es conocido por su fauna única, entre la cual sobresale el muflón, que está protegido por la legislación de Chipre y por leyes internacionales como una especie en peligro de extinción. También es conocida por la zona vitícola llamada Vouni Panayias, que es considerada por los enólogos como la mejor en la isla.
En el censo de 2001 Panayia tenía una población total de 564 habitantes.